# Привокзальная улица (Казань)
Привокзальная улица — магистральная улица в посёлке Юдино Кировского района Казани. Начинаясь от пересечения улицами Путейская и Бирюзовая, проходит вдоль железной дороги, пересекает Богатырскую улицу, проходит у кладбища посёлка Красная Горка и заканчивается пересечением с улицей Новостройки.
Первые строения на улице возникли в 1930-е годы. До вхождения в состав Казани называлась Вокзальной улицей. Застройка улицы многоквартирными деревянными домами началась в 1930-е годы, кирпичными, в основном двухэтажными — с 1950-х годов. В советский и начало постсоветского периода большая часть жилых домов принадлежали Казанскому отделению ГЖД (ранее Казанская железная дорога, Московско-Казанская железная дорога, дома №№ 2, 4, 5, 6, 7, 10, 14, 15, 17, 18, 20, 22, 23, 24, 26, 28, 29, 30, 31, 33а, 34, 36, 38, 40, 42, 46, 48) и СМП «Водрем-2» (25, 46, 48, 50 – все снесены). Часть домов улицы, в основном деревянные, были снесены в 1990-е–2000-е годы как ветхое жильё, ещё несколько домов внесены в список аварийных. На месте снесённых домов в 2000-е–2010-е годы были построены более высотные, как правило, 9-этажные, дома.
На улице находятся вокзал станции Юдино (№ 1), Юдинская дистанция пути (№ 33а), Юдинская дистанция электроснабжения (№ 35), филиал детского сада № 228 (№ 44, бывший детский сад № 96 Казанского отделения ГЖД).